# Anna's Life
Pour plus de détails, voir Fiche technique et Distribution.
Anna's Life (ანას ცხოვრება, Anas Ckhovreba) est un film géorgien sorti en 2016, réalisé par Nino Basilia.

## Fiche technique
- Titre : Anna's Life, La Vie d'Anna
- Titre original : ანას ცხოვრება (phonétiquement anas tsrovreba)
- Réalisation : Nino Basilia
- Scénario : Nino Basilia
- Production : Janna Karine
- Sociétés de production : Studio 99 Tbilisi
- Musique :
- Photographie : Tato Kotetishvili
- Montage :
- Vendeur International :
- Pays : Géorgie
- Langue : Géorgien
- Lieu de tournage :
- Genre :  Drame
- Durée : 108 min (1 h 48)
- Dates de sortie :
  -  Suède : 2 février 2016

## Distribution
- Ekaterine Demetradze - Anna
- Lasha Murjkneli
- Lili Okroshidze
- Lamzira Chkheidze

## Distinctions
En 2016:
- Janvier, Göteborg (Suède) : sélection pour « The Ingmar Bergman International Debut Award » [1],
- Mai, Buenos Aires (Argentine) : Merit Award  au « International Film Festival Construir Cine »[2],
- Octobre, Istanbul (Turquie) : prix spécial du jury du « International Crime and Punishment Film Festival » [3],
- Novembre, Majorque (Espagne) : meilleur long métrage du « Evolution! Mallorca International Film Festiva »[4],
- Novembre, Cottbus (Allemagne) : sélection au « Film Festival »[5],
- Novembre, Arras (France) : Atlas d'Argent  au « Film Festival »[6],
- Novembre, Le Caire (Égypte : prix FIPRESCI (Critiques) au « 38th Cairo International Film Festival »[7].